# Ralf Laass
Ralf Laass (* 15. Juli 1968 in Gräfenhainichen) ist ein deutscher Politiker (CDU). Er war von 2002 bis 2006 Mitglied im Landtag Sachsen-Anhalt.

## Ausbildung und Leben
Ralf Laass besuchte 1975 bis 1985 die POS und 1985 bis 1987 die EOS Gräfenhainichen. Nach dem Abitur studierte er 1990 bis 1995 an der Handelshochschule an der Universität Leipzig und schloss das Studium als Dipl.-Kaufmann ab. 1995 bis 2000 arbeitete er als Wirtschaftsprüfer- und Steuerberaterassistent und seit 2001 als selbstständiger Unternehmensberater.
Ralf Laass, der konfessionslos ist, ist verheiratet und hat ein Kind.

## Politik
Ralf Laass ist seit 1994 Stadtrat in Wörlitz für die CDU. Seit 1999 ist er auch CDU-Mitglied. 1999 wurde er in den Gemeinschaftsausschuss der VG " Wörlitzer Winkel" gewählt, 2004 in den Kreistag Anhalt-Zerbst. Er wurde bei der Landtagswahl in Sachsen-Anhalt 2002 im Landtagswahlkreis Dessau I (WK 28) direkt in den Landtag gewählt. Im Landtag war er Mitglied im Ausschuss für Wirtschaft und Arbeit, im Ausschuss für Finanzen, im Neunten Parlamentarischen Untersuchungsausschuss und im zeitweiligen Ausschuss Hochwasser.